# Пропагандон
Пропагандо́н (пропаганда + гондон) — зневажливе прізвисько, термін-неологізм, яким зазвичай описують в соціальних мережах журналістів, що розповсюджують державну пропаганду та дезінформацію, а також інших провладних пропагандистів.

## Визначення
Видання «Медуза» пише, що це «ті, хто займається поширенням низькопробних, очевидно неправдоподібних або відверто дурних ідей».
Згідно з трактуванням «Нового російського політичного словника» від журналу GQ, пропагандон — активіст, що динамічно працює на підтримку певної точки зору. Лайка «пропагандон» відрізняється від характеристики «пропагандист» не лише низькопробністю продукції, а й тим, що «пропагандон», будучи «пропагандистом-кон'юнктурником», «запально та агресивно» завжди на боці сильного, просуває провладні ідеї та цінності, нічим не ризикує і не загрожує цензура.

## Історія
Неологізм увійшов у широкий побут у середині 2000-х років. Незабаром самі пропагандисти почали називати себе «пропагандонами» у порядку самоіронії, що цінувалося в блогах того часу. Термін запровадив журналіст, головний редактор сайту Kreml.org Павло Данилін. Блог Даниліна, відомого своєю провладною позицією, називається «Записки спецпропагандона». За словами політичного оглядача «Медузи» Андрія Перцева, чиновники адміністрації президента та провладні політтехнологи називають «пропагандонами» «зовсім відбитих пропагандистів», таких як Володимир Соловйов чи Ольга Скабеєва.
У березні 2021 року британський журнал The Economist опублікував статтю, де спробував пояснити своїм читачам значення терміна. Для наочності публікацію супроводжувало зображення презервативу у кольорах прапора Росії, натягнутого на банан. Автори вважають, що російські телеглядачі «втомилися від пропаганди» і що це стосується і користувачів соціальних мереж.
На думку The Economist, «поєднання прізвиськ та потужної кремлівської інформаційної машини перетворює пропаганду на кумедну та потужну образу. Відомо, що в наші дні навіть ті, хто зазвичай не лається відкрито, наприклад, шановні журналісти та пенсіонери, використовують цей термін. Є лише одна проблема: якщо називати пропагандиста гандоном, то це не захистить [вас] від його брехні».